# Aplopsis ablata
Aplopsis ablata är en skalbaggsart som beskrevs av Britton 1957. Aplopsis ablata ingår i släktet Aplopsis och familjen Melolonthidae. Inga underarter finns listade i Catalogue of Life.